# Michaël Llodra
Michaël Llodra (født 18. maj 1980 i Paris, Frankrig) er en fransk tennisspiller, der blev professionel i 1999. Han har igennem sin karriere (pr. september 2010) vundet fem single- og 18 doubletitler, og hans højeste placering på ATP's verdensrangliste er en 34. plads, som han opnåede i juni 2008.

## Grand Slam
Llodra bedste singleresultater i Grand Slam-sammenhæng er tre deltagelser i 4. runde. To gange på hjemmebane ved French Open, i 2004 og 2008, og en enkelt gang ved US Open i 2004. I doublerækkerne har han dog opnået større succes, og står noteret for tre Grand Slam-titler. Han vandt Australian Open i henholdsvis 2003 og 2004 sammen med landsmanden Fabrice Santoro, og i 2007 Wimbledon, ligeledes med en landsmand, Arnaud Clément.